# Памятник Елене Телиге
Памятник Елене Телиге установлен 31 августа 2009 года, в память о выдающейся украинской поэтессе и культурному деятелю Елене Телиге. Расположен в парке «Поляна» напротив 12-го корпуса Киевского Политехнического Института. Выбор места для памятника не случайный — отец Елены преподавал в КПИ, а во время оккупации поэтесса жила неподалеку и часто гуляла в этих местах. Стал первым памятником Елене Телиге на территории Украины.

## Описание
Поэтесса изображена в 18-летнем возрасте, сидящей на лавочке с тетрадкой на коленях. Часть средств на памятник собрали студенты и преподаватели КПИ. Некоторое время Телига была сотрудницей КПИ.
Размер скульптуры: 128х182х85

Фрагмент рука с тетрадкой
Фрагмент рука с розой
Фрагмент голова